# Nascer do Sol (jornal)
Nascer do Sol (até 2020 conhecido como Sol) é um jornal semanal português que se encontra nas bancas todas as sextas-feiras. O seu primeiro número saiu a 16 de Setembro de 2006, vendendo 120 mil exemplares. Em outubro de 2014 o Sol atingiu uma circulação semanal de 22.345 exemplares, escolhendo pouco depois deixar de ter as vendas auditadas.

## Proprietários e Concorrência
Inicialmente independente, o Sol foi adquirido pela Newshold em 2009. A empresa angolana de Álvaro Sobrinho entraria na estrutura acionista do jornal i em 2014, antes de fechar e declarar falência no ano seguinte. Foram despedidos 120 trabalhadores, e reduzidos os salários dos 66 funcionários que se mantiveram entre as duas publicações. O Sol tinha apresentado 4,4 milhões de euros de prejuízo em 2014.
O próprio Sol divulgou a gravação do plenário em que foi anunciada a falência. Na reunião, o administrador Mário Ramires pede aos trabalhadores para abdicar das indemnizações a que têm direito legal, considerando "ratos" os jornalistas que as exigirem, sublinhando que "ninguém tem direito a nada" do estipulado por lei.
Em 2015, Mário Ramires fundiu as redações do jornal i e do Sol, mantendo-se como diretor e proprietário de ambas as publicações através da Newsplex, empresa de que é administrador único.
O Sol concorre directamente com outro semanário português, o Expresso, do grupo Impresa, que detém a liderança indiscutível neste segmento, e com a versão semanal do Diário de Notícias.
Em dezembro de 2020 o semanário Sol alterou o nome para Nascer do Sol.
Em julho de 2022, a ALPAC Capital, de Pedro Vargas David e Luís Santos, formalizou a compra do Nascer do Sol e i. Mário Ramires, proprietário e diretor dos títulos, mantém-se na liderança editorial.

## Cadernos
É composto por um caderno principal (sessenta páginas) e o suplemento b,Guia.
O caderno principal do semanário dá destaque a várias áreas: política, sociedade, internacional, país real, cultura, lazer, novas tecnologias e futebol.
O "Sol" conta com uma equipa de cerca de setenta profissionais, dos quais quarenta jornalistas.

## Personalidades
O director do Sol foi até dezembro de 2015, José António Saraiva, sendo o director-adjunto José António Lima e os subdirectores Mário Ramires e Vítor Rainho.
Na equipa fundadora estavam os jornalistas Ana Paula Azevedo e António Costa (editores), Carlos Ferreira Madeira (Internacional), Catarina Guerreiro (Mundo Real), José Cabrita Saraiva (Cultura), Francisco Alves e Francisco Bordallo (Design Gráfico), Hélder Brites (Infografia), João Francisco Vilhena (Fotografia), Manuel Agostinho Magalhães (Edição Online), Margarida Vieira da Silva (Essencial), Maria Teresa Oliveira (Intervalo), Pedro Prostes da Fonseca (Desporto) e Telma Miguel (Tabu). 
O corpo de colunistas e cartoonistas incluía Ana Macedo Sardinha, António Pedro Vasconcelos, António Simões, Assunção Cabral, Augusto Cid, Carla Quevedo, Fernando Gomes, Francisco Varatojo, Luís Afonso, Luís Filipe Borges, Marcelo Rebelo de Sousa, Margarida Marante, Margarida Rebelo Pinto, Maria Teresa Goulão, Miguel Portas, Nuno Saraiva, Oceano, Paulo Portas e Pedro d’Anunciação.
A maior parte dos jornalistas tinha trabalhado durante anos no Expresso.